# 热振·图旦绛白益西丹巴坚赞
热振·图旦绛白益西丹巴坚赞（藏語：ཐུབ་བསྟན་འཇམ་དཔལ་ཡེ་ཤེས་རྒྱལ་མཚན་，威利转写：thub bstan 'jam dpal ye shes rgyal mtshan；1910年—1947年5月7日），藏族，西藏加查县若美村人，藏传佛教格鲁派的第五世熱振呼圖克圖（即热振活佛）。1934年至1941年期间曾担任西藏的摄政。

## 生平

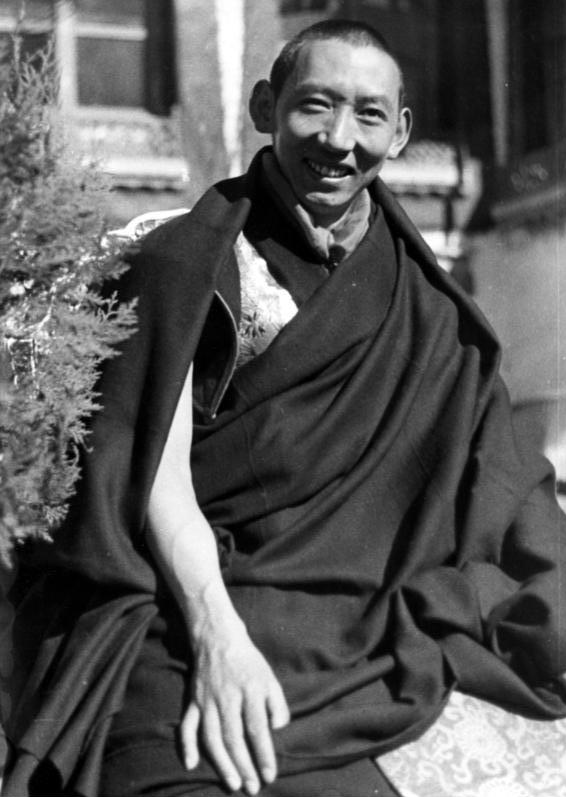
热振·图旦绛白益西丹巴坚赞，摄于1938年

热振·图旦绛白益西丹巴坚赞于1912年出生在西藏加查鎮热麦村，其父母是屬於寺院的農民。他出生之时有种种不平常的现象发生。被确立为四世热振活佛的转世灵童之后，他在色拉寺剃度并学习佛法。因精通佛法而且体恤百姓，故受到十三世达赖赞赏。1930年，被送入热振寺，正式坐床成为热振活佛，并获法名“图旦绛白益西丹巴坚赞”。1931年，在拉萨传昭法会上考取拉然巴格西学位（藏传佛教格鲁派一等佛学博士）。
1933年，十三世达赖圆寂后，根据其遗训，热振主持了其转世灵童的寻访工作。1934年1月被西藏公推为摄政。1935年被中華民國国民政府授予“辅国普化禅师”的称号。
热振在内政上致力于西藏经济的发展，并同南京国民政府缓和了关系。在任期间，他削弱西藏贵族中的亲英国势力，准许国民政府的蒙藏委员会在拉萨设立驻藏办事处，邀请蒙藏委员会委员长吴忠信于1940年赴拉萨出席十四世达赖喇嘛坐床典礼，并允许九世班禅额尔德尼的灵柩返回扎什伦布寺。后来在反對势力的压力下，热振于1941年1月宣布辭職退隐到热振寺，由其经师达扎·阿旺松饶活佛繼任。1943年，当选为中国国民党第六届中央执行委员。
后来，热振要求摄政达扎辭職，遭到拒絕。第二次世界大戰結束后，热振向国民政府寻求军事及政治援助，从达扎手中夺回权力。但在英属印度政府的支持下，达扎着力打擊热振，令热振处境困难。而且国民政府内部在是否支持热振的问题上存在严重分歧，造成对热振支持不力。
1947年，西藏境内流传着南京国民政府即将出兵支持热振夺位的传闻，达扎遂派兵攻破热振寺，逮捕热振，囚禁于拉萨的布达拉宫。因热振寺是色拉寺的下属寺院，色拉寺僧众起兵欲夺回热振，但遭噶厦军队的阻击，寡不敌众，被迫撤离。随后，热振于1947年5月7日在布达拉宫内突然死亡，传闻系遭毒杀。其支持者随后遭达扎清算。这就是所谓“热振事件”。
五世热振死后，达扎活佛废除了热振活佛的称号，禁止其转世，并且破坏了热振寺。直到中共入驻西藏之后，1955年才认定了第六世热振活佛热振·单增晋美土多旺秋。

## 家庭
- 父：平错汪堆[3]